# Балкария
Балкария (карач.-балк. Малкъар, Беш тау эл) — историческая территория формирования и проживания балкарцев (карач.-балк. таулула — дословно: «горцы») в горах Кавказа, ныне — населённая, преимущественно, балкарцами южная часть Кабардино-Балкарской Республики.

## Этимология
Происходит от одного из самоназваний балкарцев (карач.-балк. малкъар), точная этимология которого, однако, не установлена. Часть языковедов связывают его с рекой Малкой, часть — с булгарами.

## География

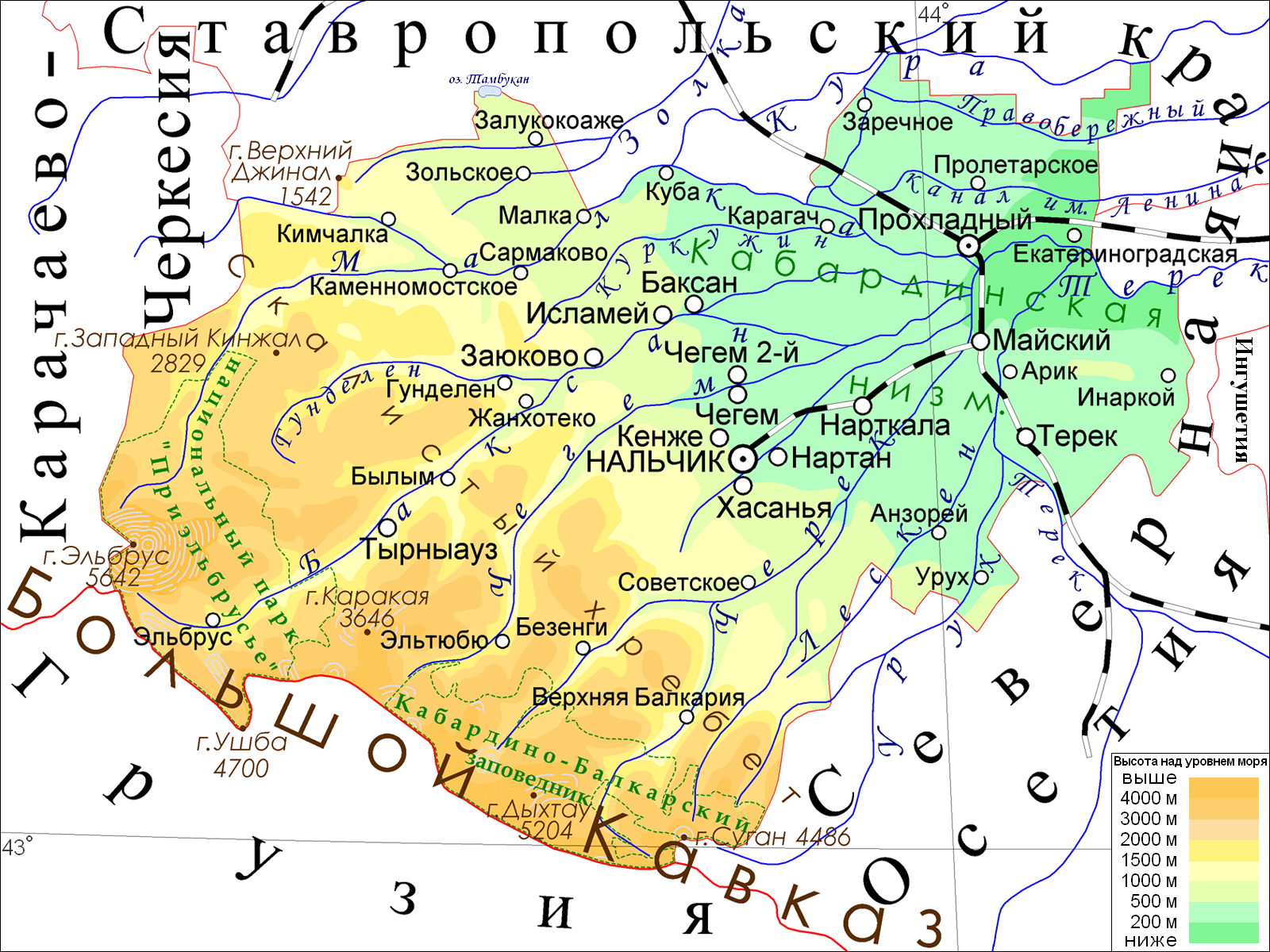
Физическая карта Кабардино-Балкарии

Балкария занимает ущелья и предгорья Центрального Кавказа по долинам рек Баксан, Чегем, Черек и их притоков, относящихся к бассейну Терека. На территории Балкарии расположены: высочайшая гора Европы — Эльбрус (Мингитау — в переводе с балкарского «вечная гора»), а также известные пятитысячники — высочайшие вершины Кавказа — Дыхтау, Коштантау, Джангитау и другие. Здесь же находятся крупнейшие ледники и фирновые поля Кавказа: Азау Большой, Азау Малый, Терскол, Иткол, Чегет и другие, а также знаменитая Безенгийская стена (12-километровый горный массив, наиболее высокий участок Главного Кавказского хребта).
Территория Балкарии богата горными массивами, лесами, плодородными долинами, альпийскими лугами и месторождениями полезных ископаемых.

## История

### Ранняя история
Не позднее начала XVII века стали устанавливаться связи с Россией. В 1628—1629 гг. представители Русского Царства интересовались возможностью разработок серебряных руд в Балкарии. По пути в Грузию и обратно московские послы Ельчин и Захарьев были тепло встречены и вели торговлю в Баксанском ущелье (1639—1640), а Толочанов с Иевлевым (1651) и Жидовин с Порошиным (1655) — в Черекском. В 1736 г. у жителей Верхнего Чегема гостил с казаком с Дона и описал некоторые черты их быта и верований кизлярский дворянин Тузов. С другой стороны, балкарский узден («дворянин») Каспулат пребывал в 1643 году в русском городе Терки. А в 1657 году таубий («горский князь») Айдаболов вместе с посольством кахетинского царя Теймураза I и представителями других горных обществ Центрального Кавказа отправился в Москву, где был принят в Грановитой палате, щедро одарен соболями царём Алексеем Михайловичем и находился около года.
Название Балкария появилось при создании сначала Кабардинской АССР в которую в 1922 году ввели часть с компактным проживанием горских татар и получившая название Кабардино-Балкарская АССР.

#### Сословная иерархия
У балкарцев сложились довольно развитые для высокогорных условий формы феодализма с глубокой социально-имущественной дифференциацией и многоступенчатой сословной иерархией. Вместе с тем устойчиво сохранялись и определённые патриархально-родовые пережитки. Высший социальный слой — это таубии («горские князья»). К таковым относились: Абаевы, Айдаболовы, Жанхотовы, Шахановы и Мисаковы — в Малкарском обществе, Баразбиевы, Кучуковы, Балкаруковы и Келеметовы — в Чегемском, Шакмановы — в Холамском, Сюйюнчевы — в Безенгиевском, Урусбиевы — в Баксанском. Рождённые от неравного брака с таубием назывались «чанка». Следующую привилегированную ступень занимали уздени («дворяне»), то есть собственники — феодалы, находившиеся в определённой даннической, военно-служебной и иной зависимости от таубиев. Ниже находились каракиши («чёрные люди») — податные таубиев, официально освобождённые в результате реформ 1867 года. Далее следовали азаты — «вольноотпущенники», считавшиеся лично свободными, но реально оказавшиеся в зависимости от представителей высших сословий из-за пользования их землями. Ещё ниже были чагары — «холопы», пользовавшиеся некоторыми правами и земельными наделами. Последнюю ступень занимали казаки или касаги («безродные», «бесприютные») и карауаши («черноголовые») — абсолютно бесправные дворовые холопы и холопки, находившиеся на положении рабов.
Взаимоотношения между разными сословиями жестко регламентировались и, как правило, в интересах высших социальных групп. Если таубии устраивали свадьбы, похороны и т. п., то уздени, каракиши и др. вынуждены были нести определённые расходы, преподносить подарки, оказывать услуги и почести.
В вопросах кровной мести, воровства и иных конфликтных ситуациях виновные таубии, по сравнению с остальными, наказывались несравнимо мягче или вообще не привлекались к ответственности — срабатывало право феодальной неприкосновенности. Браки, как правило, были сословно замкнутыми. При всем том многие судебные дела, споры и конфликты между общинами с соседними народами, вопросы войны и мира и т. п. решались на народных форумах — тёре, в которых участвовали разные сословия. В особых случаях они выполняли также и законодательные функции. В каждом селе или обществе было своё тёре во главе с таубием — олием. При необходимости могли созываться форумы нескольких или даже всех балкарских обществ, которые возглавлял наиболее влиятельный таубий — «верховный олий». По тем или иным спорным вопросам к тёре Балкарии порой обращались также из Карачая, Осетии и др.

### Тёре
Тёре (карач.-балк. Тёре) — представительный орган общественного самоуправления в Карачае и Балкарии, выполнявший также и судебные функции. Практически все разновидности тёре являлись и управленческими, и судебными органами.
Принцип формирования этого тёре был выборным, выборы Народного тёре осуществлялись один раз в семь лет. Председателем тёре являлся Олий, на начальном этапе верховный правитель избирался Народным тёре, однако с течением времени данный пост автоматически закреплялся за старейшим из биев лицом.

### Вхождение в состав России
В состав России балкарцы официально вошли в 1827 году, когда делегация от всех их обществ подала прошение в Ставрополе о принятии в русское подданство с условием сохранения у них сословной структуры, древних обычаев, шариатского суда, мусульманского вероисповедания. Этот акт, явившийся одним из весьма крутых поворотных пунктов в историческом развитии балкарцев, существенно расширил и обогатил их взаимосвязи с внешним миром. Они стали отдавать своих аманатов в русские крепости, служили в царской армии, участвовали в русско-турецкой (1877—1878), русско-японской (1904—1905) и Первой мировой (1914—1920) войнах, в революционных движениях 1905—1907 и 1917 гг.
Определённый научный интерес к географии, истории и культуре Балкарии заметно оживился в конце XVIII—XIX вв. (Гюльденштедт, Рейнеггс, Паллас, Потоцкий, Клапрот). Но несравнимо активнее такой интерес к ней со стороны европейских, русских, и иных исследователей и путешественников возрос в 30-е гг. XIX — 10-е гг. XX вв., то есть после вхождения Балкарии в состав России (Боссе, Шаховской, Бларамберг, Фиркович, братья Нарышкины, Караулов, Преле, Тепцов, Баранов, Долбежев, Зичи, Вырубов, композитор Танеев, географ Динник, антрополог Чехович и др.). После реформ 1867 г. в горах строились новые мосты и колесные дороги; впервые в Приэльбрусье таубием И. Урусбиевым был построен специальный дом для приезжих; у него часто гостили зарубежные и российские представители науки и культуры, туристы и альпинисты (Миллер и Ковалевский, Танеев, Мурр, Туккер, Анисимов, Тульчинский, Пастухов, Абих и др.). В 1860 г. в Нальчике открылась начальная Горская школа, преобразованная в 1909 г. в общеобразовательное реальное училище, где балкарцы учились вместе с русскими, кабардинцами и др. Позднее начальные школы открывались и в балкарских сёлах Кашхатау и Чегеме (1902), Урусбиево и Хасауте (1913). Некоторые балкарцы из привилегированных сословий получали образование в учебных заведениях Владикавказа, Тбилиси, Ставрополя, Москвы, Петербурга. Все это способствовало тому, что во второй половине XIX — начале XX вв. среди балкарцев начала формироваться национальная интеллигенция, проводившая значительную культурно-просветительскую работу (публицист-историк М. Абаев и юрист Б. Шаханов, знатоки и собиратели фольклора М., И., Н. и С. Урусбиевы, скрипач С. Абаев, врачи А. Шаханов и И. Абаев, учителя Ф. Шакманова, Я. Джабоев и Э. Чеченов, общественный деятель И. Балкаруков, поэт — основоположник балкарской литературы К. Мечиев).

### Советский период
Коренной перелом в жизни балкарцев произошёл в результате революции 1917 г. После Февральской революции в состав Нальчикского исполкома, который поддержал Временное правительство России, вошли таубии И. Урусбиев, Б. Шаханов, Т. Шакманов. С другой стороны, из среды балкарцев выдвинулись многие лидеры, боровшиеся в Гражданской войне за советскую власть (М. Энеев, С.-Х. Калабеков, Ю. Настуев, А. Гемуев, Х. Асанов, К. Ульбашев и др.).
На II съезде народов Северного Кавказа (Пятигорск, 1918), провозгласившем установление советской власти в регионе и образование Терской народной республики, делегаты Кабарды и Балкарии выступили единой фракцией. В 1922 г. создана Кабардино-Балкарская автономная область (КБАО); в 1936 г. она преобразована в автономную республику (КБАССР). Территории с численным преобладанием балкарцев были выделены в отдельные районы — Черекский, Чегемский, Холам-Безенгиевский, Эльбрусский. Росло количество сел с современной уличной планировкой, с домами нового типа и приусадебными хозяйствами, с магазинами, клубами и школами; в некоторых из них появились электричество и радио. С 1940 г. в Баксанском ущелье начал работать Тырныаузский вольфрамо-молибденовый комбинат.
Основы многовекового уклада жизни балкарцев стали сильно изменяться в результате коллективизации сельского хозяйства, которая из-за специфики горных условий завершилась лишь в 1937 году. Преступные перегибы в коллективизации вызывали упорное сопротивление крестьян (выступление в Чегемском ущелье в 1930 году).
С начала 1920-х гг. были приняты радикальные меры по ликвидации безграмотности и распространению новой культуры. Стали выходить книги и газета на балкарском языке. В 1920—1930-х гг. в Нальчике необычайно быстро возросло число культурно-просветительских, учебных и научных учреждений, где получили образование многие балкарцы. Они учились также в Москве, Ленинграде, Ростове-на-Дону и других городах.
В 1930-е гг. продолжалось творчество поэта К. Мечиева, появились новые имена поэтов и писателей (С. Шахмурзаев, К. Кулиев, К. Отаров, О. Этезов, Х. Кациев и др.). В 1934 г. был создан Союз писателей Кабардино-Балкарии, в 1940 г. — балкарский Драматический театр.
Весьма значительным достижениям в социально-экономическом и культурном развитии балкарцев нанесли непоправимый урон массовые репрессии в конце 1920—1930-х гг. по отношению к крестьянству (особенно в связи с коллективизацией), партийным и советским работникам (Х. Зокаев, К. Ульбашев, К. Чеченов), писателям (А. Ульбашев, Х. Теммоев, С. Отаров) и многие др. В годы войны балкарцы подверглись беспрецедентному террору.
С 24 ноября по 4 декабря 1942 г. частями НКВД под предлогом борьбы с бандитизмом в Черекском ущелье были расстреляны сотни мирных жителей — стариков, женщин, детей, сожжены несколько сёл (Сауту, Глашево и др.).

### Депортация балкарцев

Раздел Карачаево-Балкарской территории в 1943-1944 гг.

8 марта 1944 года весь балкарский народ был полностью принудительно переселён (депортирован) из мест своего постоянного проживания в Среднюю Азию и Казахстан под предлогом обвинений в пособничестве фашистским войскам. На месте балкарцев, как и других депортированных народов, расселяли рассеянно для быстрой ассимиляции среди местного населения. Между тем больше 15 тысяч балкарцев сражались на фронтах Великой Отечественной войны.
На основании Указов высших властей Союза ССР от 1956, 1957 гг. и др. документов репрессии против балкарцев признаны ошибочными и противозаконными. 28 марта1957 года Указ Президиума Верховного Совета СССР принял Постановление о восстановлении государственности балкарцев и возвращении прежнего названия республики — Кабардино-Балкарская Автономная ССР, а балкарцам разрешено было вернуться на прежнее место жительства. Вопрос депортации является центральным в новейшей истории балкарского народа. Юридические и исторические аспекты этого явления тщательно исследуются с научной точки зрения.

## Население
Принято считать, что в середине XIX века всех балкарцев было около 9,4 тыс.. Из докладной записки, отправленной в Санкт-Петербург в канцелярию военного министра, 22 апреля 1852 года:
|   | Общество    | Аулов | Дворов | Численность |
| - | ----------- | ----- | ------ | ----------- |
| 1 | Балкарцы    | 14    | 850    | 5250        |
| 2 | Чегемцы     | 6     | 300    | 1925        |
| 3 | Хуламцы     | 3     | 120    | 850         |
| 4 | Безенгиевцы | 2     | 100    | 700         |
| 5 | Урусбиевцы  | 3     | 110    | 545         |
|   | ВСЕГО       | 28    | 1480   | 9470        |

Есть мнение, что подобные расчёты того времени исходили из средних размеров семьи, а не фактического подсчета.

## Национальная символика

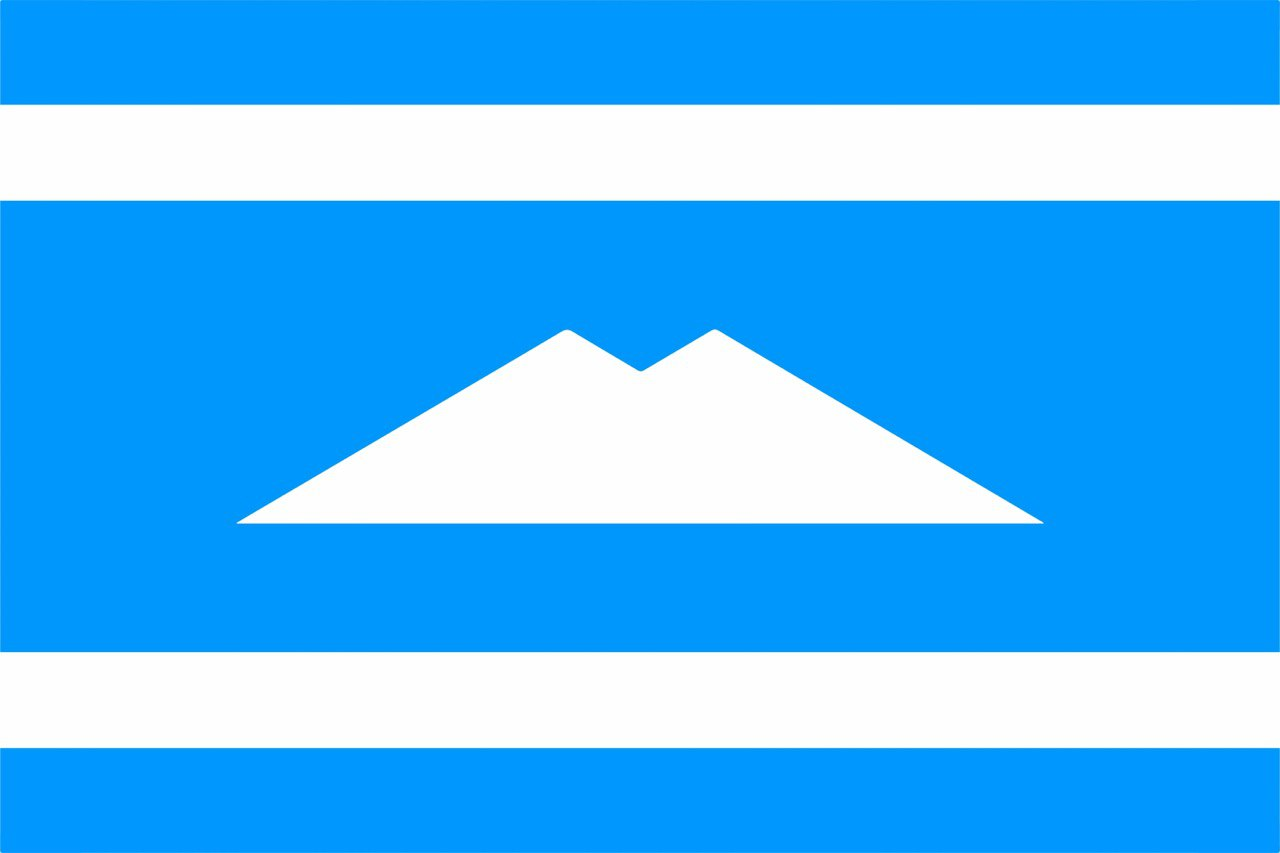
Флаг Балкарии (предлагаемого союза Карачая и Балкарии)

Национальный флаг утверждён на 1-м съезде балкарского народа 19 июня 1993 года.
Это светло-синее полотнище с двумя белыми горизонтальными полосками и стилизованным силуэтом горы Эльбрус. Светло-синий цвет символизирует тюркскую семью народов, белый цвет — чистоту, небесный и земной путь народа. Двуглавый Эльбрус символизирует единство карачаево-балкарской нации.
Автор флага — художник Ибрагим Занкишиев.

## Примечание
1. ↑  балкар // Этимологический словарь русского языка = Russisches etymologisches Wörterbuch : в 4 т. / авт.-сост. М. Фасмер ; пер. с нем. и доп. чл.‑кор. АН СССР О. Н. Трубачёва, под ред. и с предисл. проф. Б. А. Ларина [т. I]. — Изд. 2-е, стер. — М. : Прогресс, 1986—1987.
2. ↑  болгарин // Этимологический словарь русского языка = Russisches etymologisches Wörterbuch : в 4 т. / авт.-сост. М. Фасмер ; пер. с нем. и доп. чл.‑кор. АН СССР О. Н. Трубачёва, под ред. и с предисл. проф. Б. А. Ларина [т. I]. — Изд. 2-е, стер. — М. : Прогресс, 1986—1987.
3. ↑  Эльбрусоид :: Статьи :: Эльбрус — царь гор. Дата обращения: 13 января 2015. Архивировано 2 февраля 2015 года.
4. ↑  Кавказ — Описание региона. Дата обращения: 13 января 2015. Архивировано 2 февраля 2015 года.
5. ↑  Население Северного Кавказа в первой половине XIX в. kvkz.ru: Кавказ. Архивировано 12 мая 2017. Дата обращения: 3 мая 2017.
6. ↑  История народов Северного Кавказа, конец XVIII в.-1917 г. — Наука, 1988-01-01. — 672 с. — ISBN 9785020094086.
7. ↑  Присоединение Балкарии к России. Дата обращения: 3 мая 2017. Архивировано 5 июня 2017 года.
8. 1 2  Демографическая история балкарцев последней трети XVIII – первой трети XIX вв. Архивировано 8 мая 2017. Дата обращения: 3 мая 2017.